# فلاديمير كابل
فلاديمير أوسكاروفيتش كابل (16 أبريل 1883– 26 يناير 1920) كان قائدًا عسكريًّا تابعًا للحركة البيضاء في روسيا.

## السيرة الذاتية

### النشأة
```
ولد كابل لعائلة 
سويدية
 
روسية
. التحق بفيلق سانت بطرسبرج ثم مدرسة فرسان نيكولايفسكوي وأكاديمية نيكولايفسكايا للأركان العامة.
```

### الحرب العالمية الأولى
خلال الحرب العالمية الأولى، قاد كابل فرقة المشاة 347 ضابطًا في أركان الجيش الأول. بدأ كابل حياته العسكرية في هيئة أركان الجيش. في فبراير 1915 نُقل إلى الجبهة في مقر الفرقة الخامسة من دون القوازق وظل في هذا المنصب حتي تمت ترقيته إلي رتبة نقيب.

### الحرب الأهلية الروسية
صرح كابيل إنة سيقاتل تحت أي راية ضد البلاشفة علي الرغم من كونه ملكا معلنا ذاتيا. بعد الثورة البلشفية قاد كابيل هو وأتباعه وحلفاؤه والذين عرفوا باسم كابيليفتسي مجموعة كوميش للجيش الابيض في الفترة من شعر يونيو إلي شهر سبتمبر عام 1918. في ديسمبر 1919 كان علي الجبهة الشرقية لألكسندر كولتشاك. اضطر الكابيليفتسي إلي القيام بمسيرة شتوية نحو تشيتا بعد إعدام الألكسندر كولتشاك في إيركوتسك والمعروفة باسم مسيرة الجليد العظمي السيبيرية.
تعرض كابيل لقضمة الصقيع وتوفى بسببها.

### التراث
في عام 1955، تم هدم مقبرة كابل في هاربن، الصين بعد تولي ماو تسي تونغ الحكم. تم نقل رفات كابيل في 19 ديسمبر 2006 من الصين إلى إيركوتسك، بينما في 13 يناير 2007، تم دفن رفات فلاديمير كابل في دير دونسكوي في موسكو.

## التكريم والجوائز
تلقي كابل خلال حياته العديد من الأوسمة والجوائز تكريما له على مجمل أعماله:
- وسام القديس ستانيسلاوس
  - في 11 أبريل 1910، من الدرجة الثالثة.
  - في 10 فبراير 1916، مع السيوف والقوس.
  - في 7 يونيو 1915، الدرجة الثانية.
- وسام القديسة آنا
  - في 8 مايو 1913، من الدرجة الثالثة.
  - في 25 أبريل 1915، حصل علي الصف الثالث بالسيوف والقوس من أجل إتمام أكاديمية نيكولاس العامة للأركان.
  - في 7 يونيو 1915، حصل علي الصف الثاني مع السيوف.
  - في 27 يناير 1916، حصل علي الصف الرابع مع النقش من أجل الشجاعة.
- في 1 مارس 1915، حصل علي وسام القديس فلاديمير من الدرجة الرابعة مع السيوف والقوس.
- وسام القديس جورج
  - في 22 يونيو 1919، حصل علي وسام القديس جورج من الدرجة الرابعة.
  - في 11 سبتمبر 1919، حصل علي الدرجة الثالثة.
- في 14 فبراير 1919، حصل علي امتنان الحاكم الأعلى والقائد الأعلى.

## وصلات خارجية
- السيرة الذاتية لفلاديمير كابل (1883-1920)
- مأساة بونابرت الروسية
- ذكريات الجندي فلاديمير كابل
- تم إعادة دفن الجنرال القيصري في موسكو بعد 80 عامًا
- دفن الجنرال الروسي الأبيض في حفل موسكو
- روسيا المناهضة للبلشفية في صور
- رابطة الذاكرة والشرف (بالروسية)